# Dysderina propinqua
Dysderina propinqua là một loài nhện trong họ Oonopidae.
Loài này thuộc chi Dysderina. Dysderina propinqua được Eugen von Keyserling miêu tả năm 1881.